# دیور

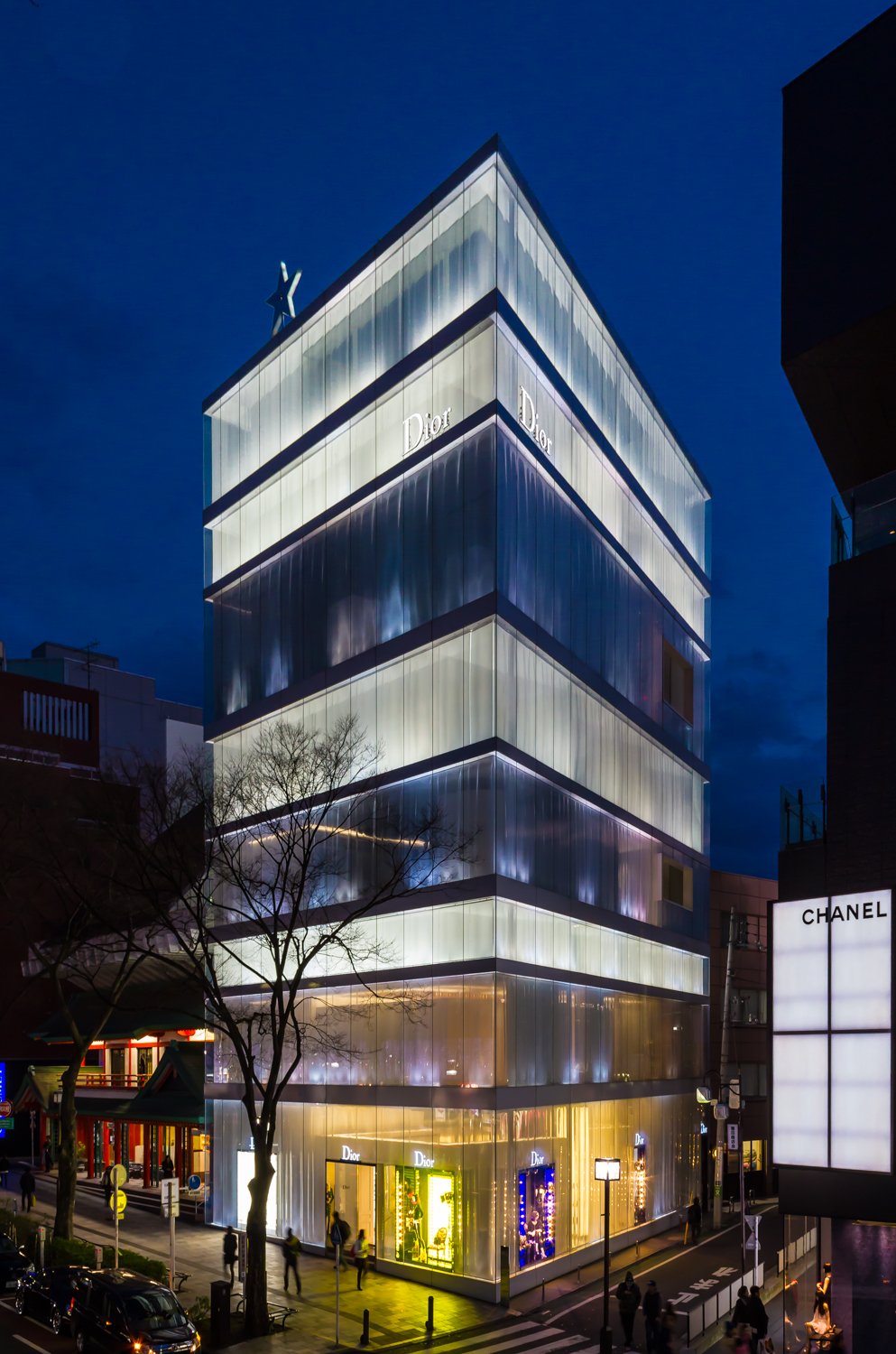
مرکز خرید دیور، در توکیو

کریستین دیور اس.آ. یا دیور (به فرانسوی: Christian Dior S.A.) (که معمولاً به عنوان دیور شناخته می‌شود) شرکت فرانسوی تولیدکننده کالاهای لوکس است، که توسط تاجر فرانسوی، برنار آرنو مدیریت و رهبری می‌شود.
آرنو یکی از ثروتمندترین افراد جهان است، که مدیرعامل بزرگ‌ترین شرکت ارائه‌کننده کالاهای لوکس در جهان، یعنی ال و ام هاش و رئیس هیئت مدیره شرکت دیور می‌باشد. شرکت کریستین دیور ۴۲٫۳۶٪ درصد از سهام شرکت ال و ام هاش را نیز، در اختیار دارد.
شرکت‌ها و برندهایی که در بازار مد و پوشاک رقیب‌های اصلی دیور محسوب می‌شوند، عبارتند از: شنل، گوچی، ورساچه و پرادا.

## تاریخچه
نام دیور، از نام طراح معروف کریستین دیور گرفته شده‌است، که امپراتوری طراحی لباس زنانه خود را در سال ۱۹۴۶ پایه‌ریزی کرد.
خیاطی زنانه‌دوزی کریستین دیور، تنها بخشی از خانه دیور است، که لوازم مختلفی شامل: لباس زنانه، وسایل لوکس، لباس‌های مردانه و جواهرات را تولید می‌نماید. امروزه دیور ۱۶۰ بوتیک در سراسر دنیا را، اداره می‌نماید.
رقبای زیادی برای این شرکت وجود دارند، که شناخته شده‌ترین آنها عبارتند از: شنل، لویی ویتون، گوچی، ورساچه، همچنین افراد مشهور زیادی، در لباس‌های با طراحی دیور، در ۶، ۷ دهه گذشته، در انظار دیده شده‌اند.

### تاسیس
The House of Dior (خانه دیور)  در ۱۶ دسامبر  ۱۹۴۶ (میلادی) در ۳۰ اونیو مونتیگانه در پاریستاسیس شد. با این حال، شرکت فعلی دیور سال ۱۹۴۷ را به عنوان سال افتتاحیه جشن می‌گیرد. دیور توسط مارسل بوساک، یک تاجر ثروتمند حمایت مالی می‌شد.   بوساک در ابتدا از دیور دعوت کرده بود تا برای فیلیپ ات گستون طراحی کند، اما دیور نپذیرفت، زیرا مایل بود به جای احیای یک برند قدیمی، شروعی تازه با نام خود داشته باشد.  خانه مد جدید بخشی از "یک کسب و کار نساجی یکپارچه عمودی" که قبلاً توسط Boussac اداره می شد.  سرمایه آن ۶ میلیون فرانک و نیروی کار ۸۰ کارمند بود.  اگرچه این شرکت تا حد زیادی یک پروژه بیهوده برای بوساک بود، اما یکی از شرکت‌های وابسته به Boussac Saint-Frères SA (بوساک ساینت فرارس س.ا) بود. خلاقیت دیور همچنین باعث شد تا او دستمزد خوبی بگیرد.» 

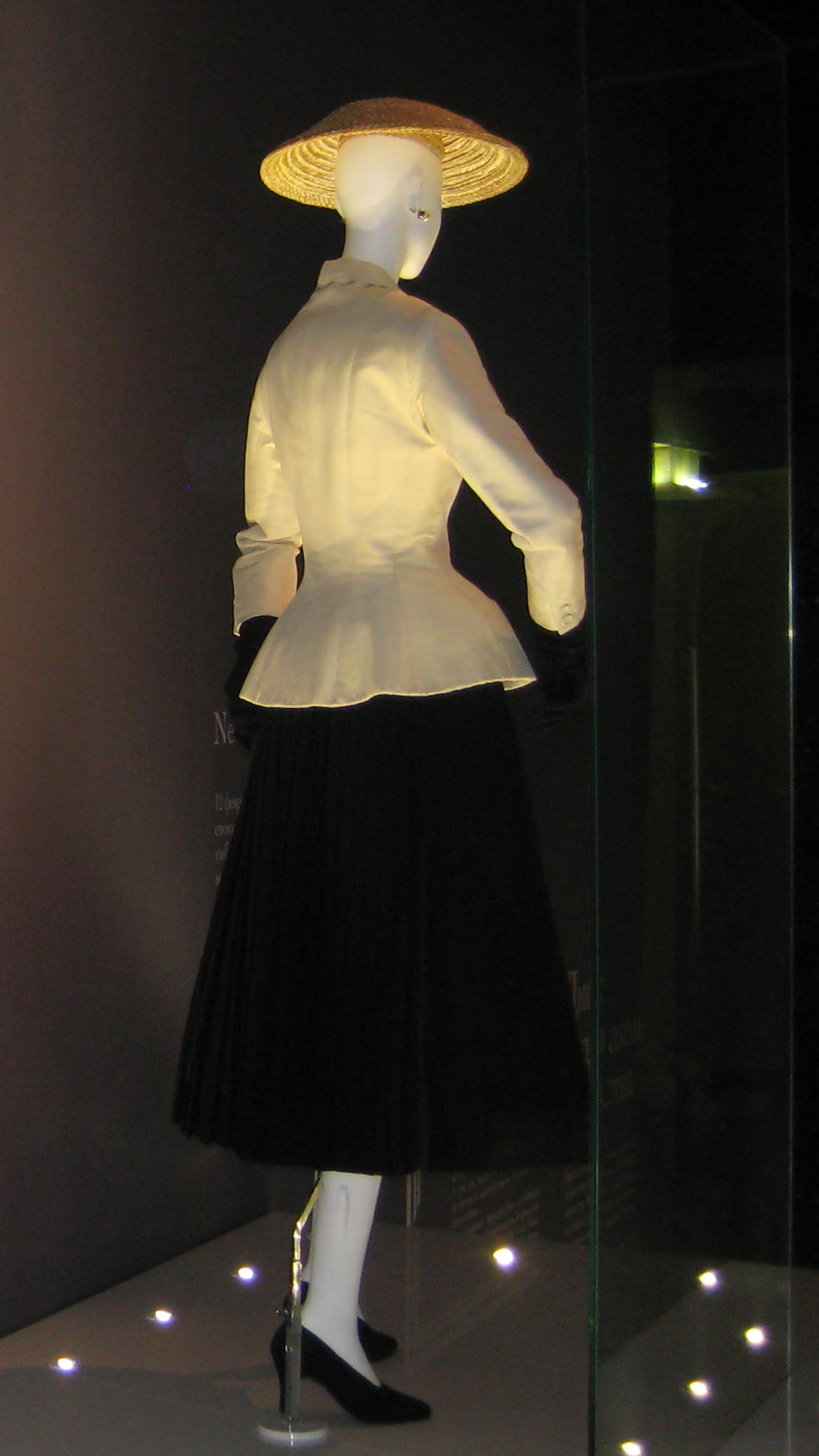
کت و شلوار "بار"، ۱۹۴۷ ، نمایش داده شده در مسکو، ۲۰۱۱

### نیو لوک
در ۱۲ فوریه ۱۹۴۷، کریستین دیور اولین مجموعه مد خود را برای بهار-تابستان ۱۹۴۷ راه اندازی کرد. نمایش "۹۰ مدل از اولین مجموعه او روی شش مانکن " در سالن‌های دفتر مرکزی این شرکت در ۳۰ Avenue Montaigne (اوانیو مونتیاگن)‌ ارائه شد.  در ابتدا، این دو خط "Corolle (کورول)" و "Huit (هویط)" نامگذاری شدند.  با این حال، پس از آن که کارمل اسنو سردبیر هارپرز بازار گفت: "این یک ظاهر جدید است!"   نگاه جدید یک دوره انقلابی برای زنان در پایان دهه ۱۹۴۰ بود.  هنگام ارائه این مجموعه، سردبیر نیز با بیان اینکه؛
"این کاملا یک انقلاب است، مسیحی عزیز!" 
اولین مجموعه کریستین دیور با احیای صنعت مد فرانسه شناخته می‌شود.  همراه با آن، نیو لوک روح مد لباس را در فرانسه بازگرداند زیرا جذاب و جوان به نظر می رسید.  ما شاهد انقلابی در مد و انقلابی در نمایش مد بودیم.»  مشخصه این شبح، یک کمر کوچک و نوک‌دار و یک دامن کامل پایین‌تر از وسط ساق پا بود، که بر روی سینه و باسن تأکید می‌کرد، همانطور که کت و شلوار «بار» از مجموعه اول نشان داده شد.   کت و شلوار بار بخشی از رئیس آتلیه خیاطی دیور، پیر کاردین جوان بود که از سال ۱۹۴۷-۱۹۴۹ در این خانه استخدام شده بود  این مجموعه به طور کلی طرح‌های کلیشه‌ای زنانه‌تر را در مقایسه با مدهای رایج دوران جنگ، با دامن‌های کامل، کمرهای تنگ و شانه‌های نرم به نمایش گذاشت. دیور برخی از جنبه های مردانه را حفظ کرد، زیرا آنها همچنان محبوبیت خود را در اوایل دهه ۱۹۴۰ حفظ کردند، اما او همچنین می خواست سبک زنانه بیشتری را در بر بگیرد. 
"نگاه جدید" بسیار محبوب شد، شبح تمام دامن آن بر دیگر طراحان مد تا دهه ۱۹۵۰ تاثیر گذاشت و دیور مشتریان برجسته ای از هالیوود، ایالات متحده و اشراف اروپایی به دست آورد. در نتیجه، پاریس که پس از جنگ جهانی دوم از جایگاه خود به عنوان پایتخت دنیای مد سقوط کرده بود، دوباره برتری خود را به دست آورد.    نگاه جدید در اروپای غربی به عنوان پادزهری با طراوت در برابر ریاضت یونیفرم های دوران جنگ و زنانه زدایی مورد استقبال قرار گرفت و توسط زنان شیک پوشی مانند پرنسس مارگارت در بریتانیا مورد استقبال قرار گرفت. به گفته هارولد کودا ، دیور الهام بخش نگاه جدید به چارلز جیمز است.  طراحی‌های دیور از «نگاه جدید» نه تنها بر طراحان دهه ۱۹۵۰  تأثیر گذاشت، بلکه بر طراحان جدیدتر در دهه ۲۰۰۰ نیز تأثیر گذاشت، از جمله تام براون، میوچیا پرادا، و ویوین وست‌وود. لباس‌های شب دیور از آن زمان هنوز توسط بسیاری از طراحان ارجاع می‌شود، و در کت‌واک‌های عروسی مختلف با لایه‌های پارچه‌ای متعدد زیر کمر کوچک دیده می‌شوند (جوجو، ۲۰۱۱). به عنوان مثال می‌توان به «آماده پوشیدن پاییز/زمستان ۲۰۱۱» اثر ویوین وست‌وود و «آماده پوشیدن پاییز/زمستان ۲۰۱۱» اثر الکساندر مک‌کوئین (جوجو، ۲۰۱۱) اشاره کرد.
با این حال، همه از ظاهر جدید راضی نبودند. برخی این مقدار مواد را به خصوص پس از سال ها جیره بندی پارچه ها ضایع کننده می دانستند.  به‌ویژه فمینیست‌ها خشمگین شدند و احساس کردند که این طرح‌های کرست محدودکننده و واپس‌گرا هستند و استقلال زن را از بین می‌برند.  چندین گروه معترض علیه این طرح ها وجود داشت، از جمله، اتحادیه شوهران شکسته، متشکل از ۳۰۰۰۰ مرد که مخالف هزینه های مربوط به مقدار پارچه مورد نیاز برای چنین طرح هایی بودند. طراح همکار کوکو شانل اظهار داشت: "تنها مردی که هرگز با یک زن صمیمی نبود، می توانست چیزی به این ناراحتی طراحی کند."  علیرغم چنین اعتراضاتی، نگاه جدید بسیار تأثیرگذار بود، و به اطلاع رسانی کار سایر طراحان و مد در قرن بیست و یکم ادامه داد.  برای شصتمین سالگرد نیو لوک در سال ۲۰۰۷، جان گالیانو برای مجموعه بهار و تابستان خود برای دیور دوباره از آن بازدید کرد.  گالیانو از کمر زنبور و شانه های گرد استفاده کرد که با ارجاعاتی به اوریگامی و دیگر تأثیرات ژاپنی مدرن و به روز شده بود.  در سال ۲۰۱۲، راف سیمونز برای اولین مجموعه مد لباس خود برای دیور، نگاهی دوباره به نیو لوک کرد و آرزو داشت ایده های آن را برای قرن بیست و یکم به شیوه ای مینیمالیستی و همچنین حسی و سکسی به روز کند.   کار سیمونز برای دیور پارچه‌های مجلل و شبح را حفظ کرد، اما باعث تشویق احترام به خود برای بدن زن و آزادی بیان شد.  روند طراحی این مجموعه که تنها در هشت هفته تولید شد، در دیور و من مستند شده است و استفاده سیمونز از تکنولوژی و تفسیرهای مجدد مدرنیستی را ارائه می دهد. 

### دیور
منابع موجود با خود تناقض دارند که آیا کریستین دیور پرفیومز در سال ۱۹۴۷-۱۹۴۸ تأسیس شده است. شرکت دیور تأسیس کریستین دیور پرفیومز را در سال ۱۹۴۷ با عرضه اولین عطر خود به نام Miss Dior فهرست می کند.  دیور صنعت عطرسازی را با عرضه عطر بسیار محبوب میس دیور متحول کرد که به نام کاترین دیور (خواهر کریستین دیور) نامگذاری شد.  کریستین دیور با مسئولیت محدود ٪۲۵، مدیر عطرهای کوتی ٪۳۵ و بوساک ٪۴۰ از تجارت عطر به ریاست سرژ هفتلر لوئیش را در اختیار داشت.  پیر کاردین از سال ۱۹۴۷-۱۹۵۰ رئیس کارگاه دیور بود. در سال ۱۹۴۸، یک شعبه کریستین دیور پرفیومز در شهر نیویورک تأسیس شد - این می‌تواند علت مسئله تاریخ تاسیس باشد.  شرکت مدرن دیور همچنین خاطرنشان می کند که "یک خانه لوکس برای لباس های آماده در نیویورک در گوشه خیابان پنجم و خیابان ۵۷ تاسیس شد، اولین در نوع خود" در سال ۱۹۴۸.  در سال ۱۹۴۹، عطر Diorama (دیوراما) منتشر شد  و تا سال ۱۹۴۹، خط نیو لوک به تنهایی سود FFr ۱۲.۷ داشت.میلیون 

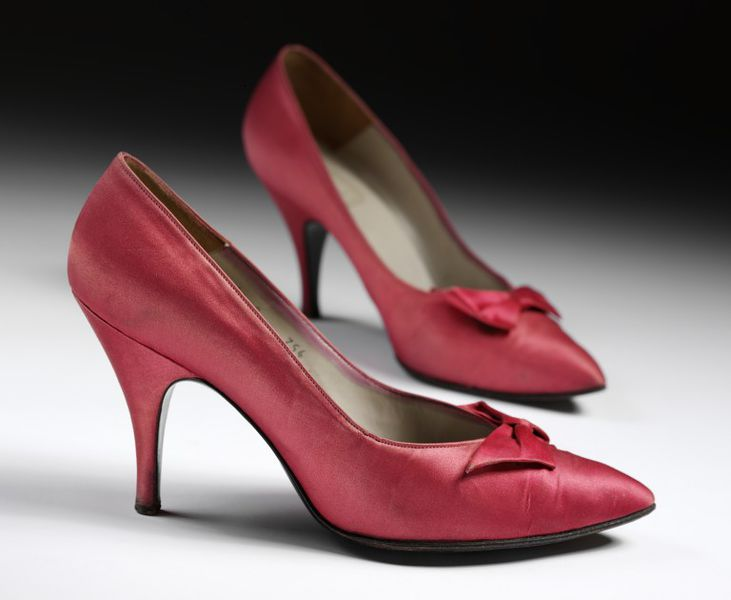
پمپ های شب ساتن ابریشم توسط دیور، c. ۱۹۶۰

### گسترش و بعد کریستین دیور
گسترش از فرانسه در پایان سال ۱۹۴۹ با افتتاح یک بوتیک کریستین دیور در شهر نیویورک آغاز شد. تا پایان سال، مدهای دیور ٪۷۵ از صادرات مد پاریس و ٪۵ از کل درآمد صادراتی فرانسه را تشکیل می‌داد.  در سال ۱۹۴۹، داگلاس کاکس از ملبورن، استرالیا، به پاریس سفر کرد تا با کریستین دیور ملاقات کند تا در مورد امکان ساخت قطعات دیور برای بازار استرالیا گفتگو کند. کریستین دیور و داگلاس کاکس قراردادی را با دیور امضا کردند تا طرح‌های اصلی تولید کند و داگلاس کاکس آن‌ها را در کارگاه فلیندرز لین خود بسازد.  جیل واکر جوان، که هنوز در اواسط نوجوانی خود بود، یکی از کارگران متعدد داگلاس کاکس بود، یک برچسب مد لباس که اکنون تقریباً هر روز در سرفصل روزنامه های استرالیا قرار دارد. جیل به همراه همسرش، نوئل کملفیلد، به تشکیل میراث مد لباس در ملبورن با برچسب‌های معروفی مانند جینوئل و مارتی ادامه داد.  توافق بین دیور و داگلاس کاکس، لباس‌های استرالیایی را در صحنه جهانی قرار داد، اما در نهایت ۶۰ مدل دیور برای سلیقه محافظه‌کاران استرالیایی بیش از حد آوانگارد بودند. داگلاس کاکس نتوانست قرارداد را فراتر از فصل ۱۹۴۹ ادامه دهد و این قطعات مد لباس Dior-Cox را به یکی از کمیاب‌ترین اقلام کلکسیونر در لباس استرالیا تبدیل کرد. 

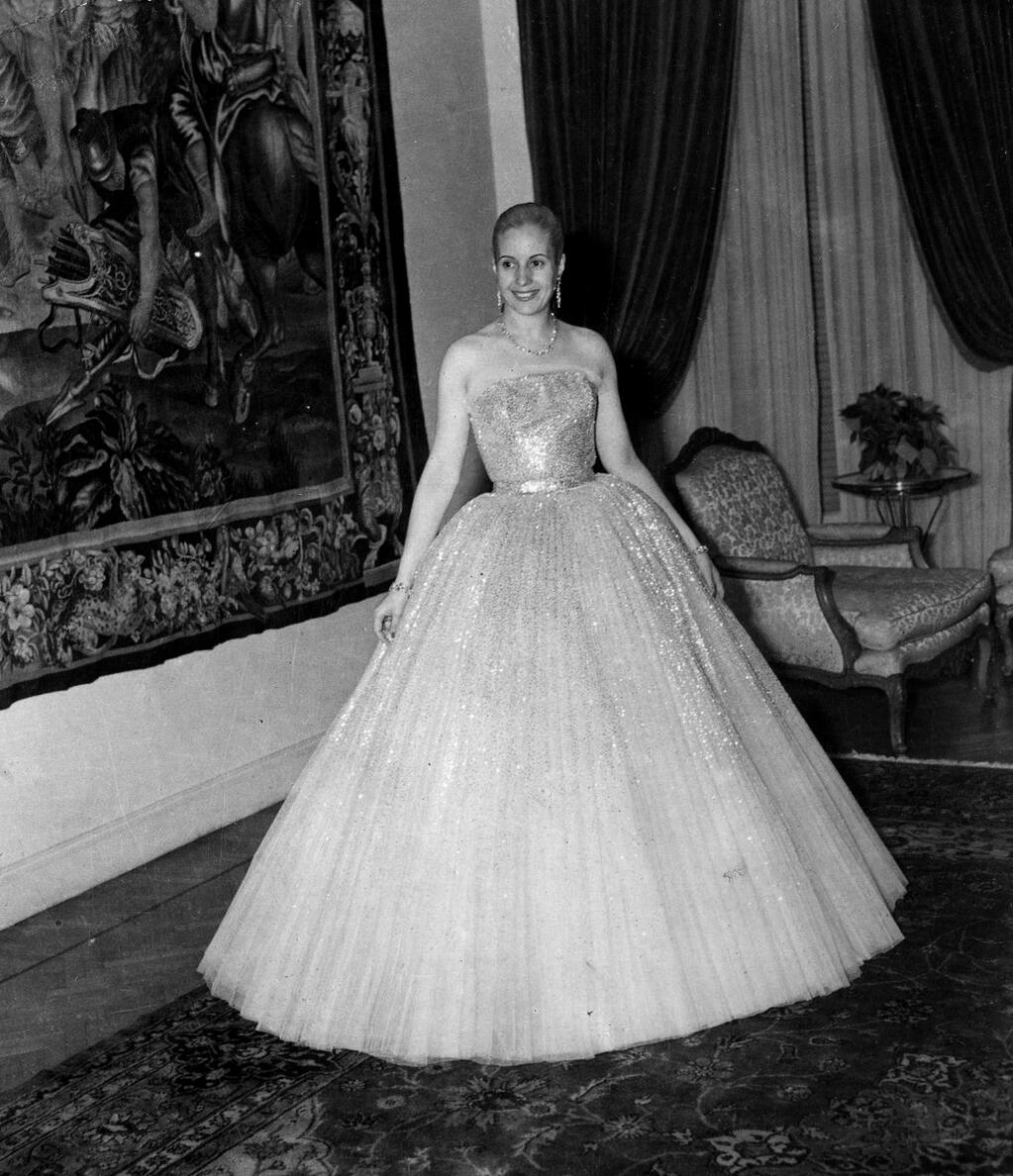
اوا پرون ، بانوی اول آرژانتین و یکی از موزه‌های دیور، یک لباس شب سفارشی در تئاتر کولون ، 1949 می‌پوشد.

## خانه مد دیور

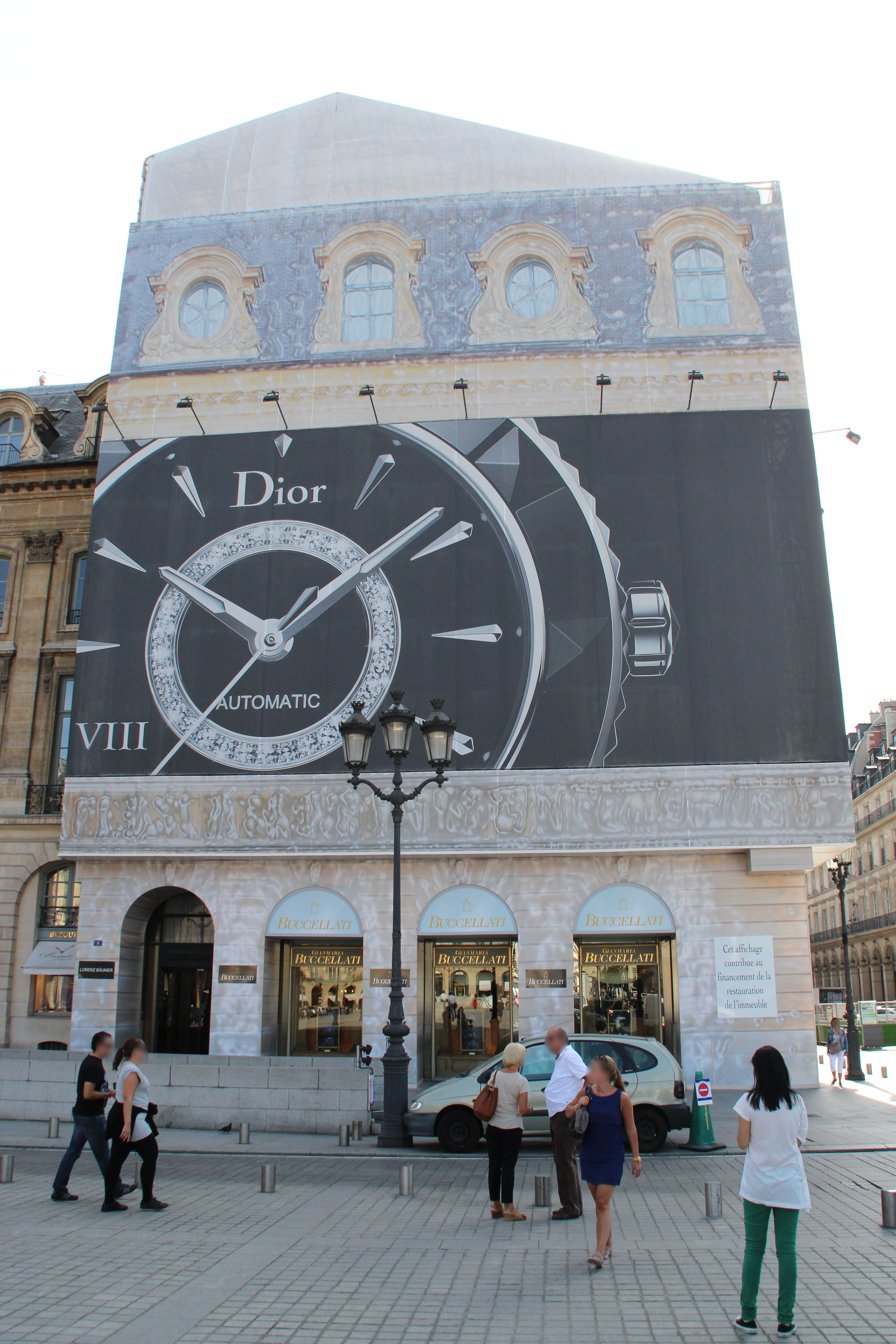
ساعت با برند دیور، پاریس

خانه مد دیور در تاریخ ۱۶ دسامبر ۱۹۴۶ در یک خانه شخصی در شهر پاریس تأسیس شد. اگرچه، سال ۱۹۴۷ که سال گشایش آن بوده‌است، به عنوان تاریخ تأسیس آن، به حساب می‌آید.
دیور توسط تاجر ثروتمندی به نام مارسل بوساک حمایت مالی می‌شد. خیاطی جدید بخشی از فعالیت تجاری یکپارچه منسوجات شد که توسط بوساک اداره می‌شد. سرمایه اولیه آن مبلغ ۶ میلیون فرانک فرانسه بود و ۸۰ نفر کارمند داشت. این شرکت برای بوساک تنها جنبه سرگرمی داشت و همین مسئله به شخص دیور، این امکان را داد، تا بتواند از توانایی خود در طراحی استفاده نماید و حقوق دریافتی خود را افزایش دهد.

## شوی لباس نیو لوک
اولین شوی لباس دیور، با نام «نیو لوک» (new look) (به‌معنی نگاه جدید) در سال ۱۹۴۷ برای فصول بهار و تابستان با ۹۰ مدل و ۶ مانکن در سالن دفتر مرکزی کریستین دیور، برگزار شد.
برای رد محدودیت استفاده از پارچه، دیور ۲۰ یارد پارچه را، به صورت افراطی در نوآوری‌های خود به‌کار برد. این طراحی شامل شانه‌های گرد، کمربندی که محکم بسته می‌شد و دامن‌های حجیم و پف‌دار بود.
با گذشت زمان «نیو لوک» به محبوبیت رسید و به اندازه سال‌ها از مد و از دیگر رقبا جلو افتاد. اشخاص معروف هالیوود و اروپایی‌های ثروتمند، مشتری‌های دائمی این لباس‌ها شدند و پاریسی که بعد از جنگ جهانی دوم جایگاه خود را در مد و طراحی، از دست داده بودند، با «نیو لوک» دیور توانستند، به جایگاه خود بازگردند.

## عطر دیور
به گفته سازمان دیور، سال ۱۹۴۷ سالی بود که کریستین دیور، اولین عطر خود را، با نام میس دیور (Miss Dior) ارائه نمود. دیور صنعت عطرسازی را با عطر میس دیور، که به یاد خواهرش کاترین دیور نام‌گذاری شده بود، با یک حرکت انقلابی روبه‌رو کرد.
شرکت کریستین دیور، دارای ۲۵٪ درصد از سهام، شرکت عطریات کاتی ۳۵٪ درصد از سهام و شرکت بوساک ۴۰٪ درصد از سهام تجارت عطر را، در دست داشتند.

## نمایش‌های مد
| اسم نمایش‌               | تاریخ           | کارگردان خلاق         |
| ----------------------- | --------------- | --------------------- |
| لباس آماده بهار ۲۰۲۰    | ۲۰ ژانویه ۲۰۲۰  | ماریا گرازیا چیوری    |
| پیش از پاییز ۲۰۲۰       | ۱۱ دسامبر ۲۰۱۹  | ماریا گرازیا چیوری    |
| بهار ۲۰۱۷ آماده پوشیدن  | ۳۰ سپتامبر ۲۰۱۶ | ماریا گرازیا چیوری    |
| استراحتگاه ۲۰۱۷         | ۳۱ مه ۲۰۱۶      | سرژ روفیو و لوسی مایر |
| آماده پوشیدن پاییز ۲۰۱۴ | ۴ مارس ۲۰۱۶     | سرژ روفیو و لوسی مایر |
| مد لباس بهار ۲۰۰۳       | ۱۹ ژانویه ۲۰۰۳  | جان گالیانو           |
| بهار ۲۰۰۱ آماده پوشیدن  | ۹ اکتبر ۲۰۰۰    | جان گالیانو           |
| مد لباس پاییز ۲۰۰۰      | ۲۸ ژوئیه ۲۰۰۰   | جان گالیانو           |
| آماده پوشیدن پاییز ۲۰۰۰ | ۲۸ فوریه ۲۰۰۰   | جان گالیانو           |
| بهار ۲۰۰۰ آماده پوشیدن  | ۵ اکتبر ۱۹۹۹    | جان گالیانو           |
| مد لباس پاییز ۱۹۹۹      | ۱۹ ژوئیه ۱۹۹۹   | جان گالیانو           |
| مد لباس بهار ۱۹۹۸       | ۲۶ ژانویه ۱۹۹۸  | جان گالیانو           |

## داده‌های مالی
دیور برای یک کیف دستی که به قیمت ۲۶۰۰ یورو فروخته می شود، ۵۳ یورو به پیمانکاران فرعی پرداخت می کند.

###### داده‌های مالی در واحد میلیون یورو -
| سال        | ۲۰۱۳   | ۲۰۱۴   | ۲۰۱۵   | ۲۰۱۶   | ۲۰۱۷   |
| ---------- | ------ | ------ | ------ | ------ | ------ |
| درآمد      | ۲۹.۸۸۱ | ۳۰.۹۸۴ | ۳۵.۰۸۱ | ۳۷.۹۸۷ | ۴۳.۶۶۶ |
| درآمد خالص | ۳.۹۲۶  | ۳.۸۳۳  | ۶.۱۶۵  | ۴.۱۶۴  | ۵.۷۵۳  |
| دارایی ها  | ۵۵.۵۵۵ | ۶۱.۱۶۱ | ۶۰.۰۳۰ | ۶۲.۰۹۴ | ۷۲.۷۶۲ |
| کارمندان   | ۲۵۳۵   | ۲۷۸۰   | ۳۰۳۳   | ۳۱۰۰   | ۳۸۰۰   |

## توسعه و مرگ دیور

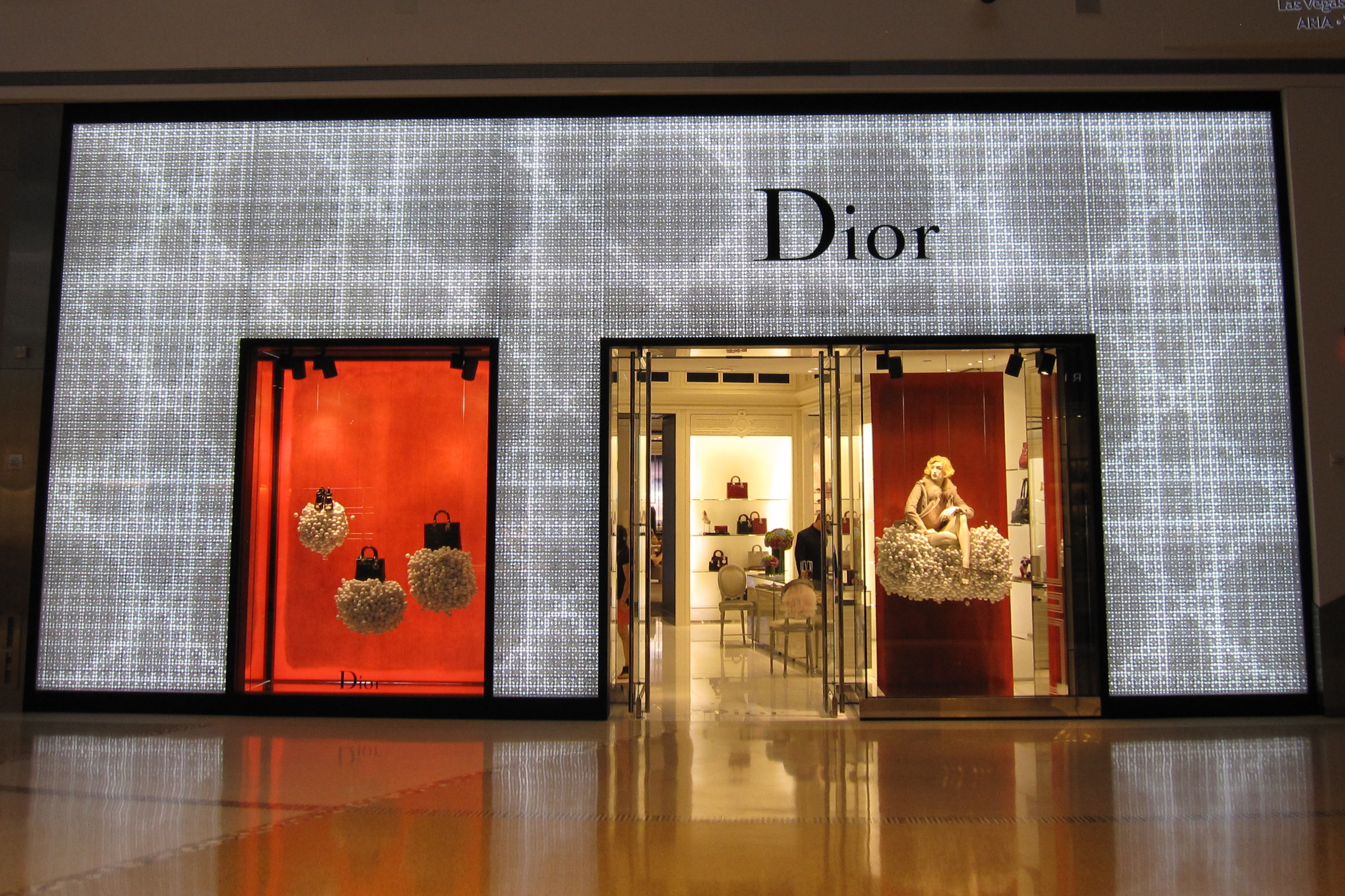
بوتیک دیور، در لاس وگاس

از سال ۱۹۴۷ تا سال ۱۹۵۰ پیر کاردین مدیریت شرکت کریستین دیور را به عهده داشت. توسعه به خارج از فرانسه، از سال ۱۹۴۹ با افتتاح بوتیک عطر کریستین دیور در نیویورک آغاز شد. دیور ۷۵٪ درصد از صادرات مد از فرانسه را، به همراه ۵٪ درصد از درآمد صادراتی این کشور را در دست داشت.
در سال ۱۹۵۰ یکی از مدیران، تحت لیسانس قراردادن کالاهای لوکس را، با حک کردن نام تجاری کریستین دیور روی آنها، به صورت قابل مشاهده طراحی نمود. این طرح اولین بار روی کراوات‌ها اجرا شد و به سرعت روی جوراب، کلاه، دستکش، کیف دستی، جواهرات و دستمال سر، انجام گرفت و از اینجا بود، که تحت لیسانس قراردادن محصولات پوشاک، مورد توجه قرار گرفت و سپس توسط سایر خیاطان نیز، از این روش، پیروی شد.
در سال ۱۹۵۷ دیور پس از سومین حمله قلبی در گذشت و شرکت از خلاقیت‌های بی‌نظیر او بی‌نصیب ماند. با مرگ او، بخش طراحی دچار بی‌نظمی شد و «جیکوس روئیت» مدیرعامل وقت شرکت دیور، تصمیم گرفت که فعالیت در سراسر دنیا را متوقف نماید. اما این مسئله از طرف هیچ‌کس قابل قبول نبود و وجود «میسون دیور» که یکی از دلایل ثبات مالی شرکت بود، اجازه این کار را نداد. برای اینکه روئیت بتواند نام دیور را به جایگاه خود بازگرداند، در همان سال جوان ۲۱ ساله‌ای به نام «ایو سن لوران» را برای مدیریت هُنری شرکت دیور، پیشنهاد کرد.
لوران توانست با استفاده از پارچه و با توجه به چیزهایی که دیور طراحی کرده بود، لباس‌های جدیدی که پوشیدن آنها ساده‌تر و جنس آنها نیز لطیف‌تر بود را، طراحی نماید و با این کار او به یک قهرمان در تشکیلات دیور، تبدیل شد.
شرکت کریستین دیور اولین دفتر خود را در میلان در سال ۲۰۰۲ افتتاح کرد و ۱۳۰ جایگاه با فعالیت کامل را اداره نمود. دومین دفتر دیور، آن سوی آب‌ها در تاریخ ۷ دسامبر ۲۰۰۳ در منطقه اوموته‌ساندو توکیو گشایش یافت.

## برنار آرنو
برنار آرنو با کمک بخش بنگاه سرمایه‌گذاری بانک لازارد و استفاده از سوبسیدهای اعطایی از سوی دولت فرانسه، در ازای اینکه شرکت تعدیل نیرو نداشته باشد، شرکت کریستین دیور را خرید، که در بحران ورشکستگی به سر می‌برد.
در واقع دولت فرانسه به دنبال کسی می‌گشت، تا این امپراتوری نساجی را، که شرکت‌های بسیاری زیرمجموعه آن بودند، به‌دست گیرد. خانواده آرنو تنها مبلغ ۱۵ میلیون دلار برای خرید این شرکت هزینه کرده و ۸۰ میلیون دلار باقی‌مانده را، بانک لازارد تأمین نمود. دلیل اصلی آرنو برای خرید این شرکت، به دست آوردن برند مشهور دیور بود، تا پایه‌ای باشد برای راه‌اندازی یک «سوپرمارکت کالاهای لوکس» که طبقه متوسط جامعه بتوانند، از آن خرید کنند. آرنو به سرعت دیور را گسترش داد تا برندهای جدیدی مثل خانه مد کریستین لاکروا و سلین (که کالاهای چرمی تولید می‌کردند) را نیز دربرگیرد.
کمی بعد آرنو مجبور شد تقریباً تمام سرمایه شرکت را به قیمت ۴۰۰ میلیون دلار فروخته و تنها برند کریستین دیور و فروشگاه «لوبن‌مارشه» را نگه دارد. این فروش، او را قادر ساخت تا ۱٫۸ میلیارد دلار از سهام شرکت LVMH را، در سال ۱۹۸۹ خریداری کند، تا به این طریق کنترل ۲۴٪ درصد از این گروه را در اختیار گیرد.

## ال و ام هاش
کمی پس از خریداری ۲۴٪ درصد از سهام ال و ام هاش، بین آرنو و هنری راکمیه؛ رئیس قبلی شرکت لویی ویتون که از شرکت‌های تابعه ال و ام هاش بود، درگیری بر سر قدرت آغاز گردید.
در عرض کمی بیش از یک سال، آرنو در منازعات دادگاه پیروز و راکمیه از کار برکنار شد. آرنو در دهه ۱۹۹۰ با خرید ده‌ها تولیدکننده کالاهای لوکس در اروپا، آمریکای شمالی، آسیا، آمریکای جنوبی و استرالیا دو شرکت دیور و ال‌وام‌هاش را تبدیل به امپراتوری بزرگ کالاهای لوکس نمود.
کریستین دیور و ال و ام هاش در مجموع ۵۰ مارک از معروف‌ترین تولیدات لوکس جهانی را در اختیار دارند. از جمله برندهای زیرمجموعه کریستین دیور می‌توان به لویی ویتون، موت ات چاندون و هنسی اشاره کرد.

## سهامداران
در سال ۲۰۱۱ شرکت ال و ام هاش برنار آرنو سهام‌دار اصلی شرکت کریستین دیور محسوب شده و ۶۹٫۹۶٪ درصد از سهام و ۸۲٫۸۶٪ درصد آرای شرکت دیور را در اختیار داشته‌است.
در پایان سال مالی ۲۰۱۰ دیور ۴۲٫۳۶٪ درصد از سهام ال و ام هاش و ۵۹٫۰۱٪ درصد آرای آن را دارا بود. در پایان سال مالی ۲۰۰۹ درآمد شرکت دیور ۱۷٫۷۵ میلیارد یورو، درآمد عملیاتی ۳٫۱۶۴ میلیارد یورو، سود ۶۹۵ میلیون یورو، دارایی کل ۳۶٫۲۵ میلیارد یورو و حقوق صاحبان سهام ۱۶٫۱۲ میلیارد یورو بوده‌است و تعداد ۷۳٫۱۵۰ کارمند در این شرکت، مشغول به کار بوده‌اند.

## مدیریت ارشد
- کریستین دیور: ۱۹۴۶–۱۹۵۷
- ایو سن لوران: ۱۹۵۷–۱۹۶۰
- مارک بوهن: ۱۹۶۰–۱۹۸۹
- جان‌فرانکو فرره: ۱۹۸۹–۱۹۹۷
- جان گالیانو: ۱۹۹۷–۲۰۱۱
- بیل گایتن: ۲۰۱۱–۲۰۱۲
- راف سیمونر: ۲۰۱۲–تاحال‌حاضر